# SAD usvojena imena
SAD usvojena imena, USAN (engl. United States Adopted Names) su jedinstvena nezaštićena imena dodeljena farmaceutskim proizvodima prodavanim u SAD. Svako ime je dodeljeno od strane USAN saveta, koji ko-sponziraju Američka medicinska asocijacija (AMA), SAD Farmakopejska konvencija (USP), i Američka farmaceutska asocijacija (APhA).
USAN program navodi da je njegov cilj, da izabere jednostavna, informativna, i jedinstvena nezaštićena imena (koja se takođe nazivaju generička imena) za lekove uspostavljanjem logične nomenklature klasifikacije na osnovu farmakoloških i/ili hemijskih relacija. Pored lekova, USAN savet daje imena agentima za gensku terapiju i ćelijsku terapiju, polimerima kontaktnih sočiva, hirurškim materijalima, dijagnosticima, nosačima, i supstancama korišćenim kao ekscipijent. USAN savet radi u saradnji sa stručnim savetom za Internacionalna nezaštićena imena (INN) Svetske zdravstvene organizacije (WHO) i nacionalnim grupama da standardizuje nomenklaturu lekova i uspostavi pravila koja regulišu klasifikaciju novih supstanci.

## Upotreba
Po definiciji, nezaštićena imena ne podležu pravilima autorskih prava, nego su u potpunosti u javnom domenu. Po tome se ona razlikuju od zaštićenih imena koja su registrovana za privatnu upotrebu.

## Dodela imena
Dodela USAN imena uzima u obzir praktična razmatranja, kao što je postojanje zaštićenih znakova, međunarodno usklađivanje nomenklature, razvoj nove klase lekova, kao i činjenicu da namenjena upotreba supstance koja se imenuje može biti promenjena.
USAN imena dodeljena u današnje vreme odražavaju praksu postojeće nomenklature, kao i starije metode korišćene za imenovanje entiteta lekova. Rana nomenklatura lekova je bila bazirana na hemijskoj strukturi. Kako su noviji lekovi postali hemijski kompleksniji i brojniji, nezaštićena imena bazirana na hemiji su postala dugačka i teška za pisanje, izgovor, i pamćenje. Pored toga, hemijski izvedena imena imaju ograničenu korisnost za lekare. Uzimanje u obzir potreba zdravstvenih radnika je dovelo do sistema u kojem USAN imena odražavaju odnos između novih entiteta i starijih lekova, i u kome se izbegavaju imena koja bi mogla da predlože nepostojeće odnose.
Trenutne praksa nomenklature je podrazumevanje usvajanja standardizovanih slogova zvanih "klice" koji povezuju novi hemijski entitet sa postojećom familijom lekova. Klice mogu biti prefiksi, sufiksi, ili infiksi u nezaštićenom imenu. Svaka klica može da naglasi specifični tip hemijske strukture, farmakološku osobinu, ili kombinaciju tih atributa. Preporučena lista USAN klica se redovno ažurira da bi se održao korak sa lekovima sa novim hemijskim i farmakološkim osobinama.
Kao opšte pravilo, molba za USAN treba biti poslata USAN savetu nakon što je FDA odobrila Investigacioni Novi Lek (IND) i nakon početka kliničkih ispitivanja.
Mnogi proizvođači lekova koji traže USAN su multinacionalne kompanije sa ograncima u različitim delovima sveta, ili ugovornim sporazumima sa drugim firmama izvan SAD. Zato je poželjno za farmaceutsku kompaniju, razne nomenklaturne odbore, kao i medicinsku zajednicu u celini, da globalno ime bude uspostavljeno za svaki novo uvedeni entitet. USAN dodeljivanje i međunarodna standardizacija imena može da potraje od nekoliko meseci do nekoliko godina.

## Spoljašnje veze
- SAD program usvojenih imena